# 橘郡风云
《玩酷世代》（英語：The O.C.）是一套美國電視影集，經常被定位為肥皂劇類型。而此劇英文原名「The O.C.」代表加州的富裕县奥兰治县。

## 簡介
此劇由2003年8月5日開始在美國網絡播放，被此劇創作者Josh Schwartz形容為「今秋最佳新節目」（The best new show of the fall is coming this summer.）。在2006年1月被移到逢星期四晚上九時（東岸時間）播放前，此劇一直在逢星期四晚上八時（東岸時間）播映。此劇初出時即大受歡迎，令福斯網絡重新吸納年輕人回到觀眾層面上，亦使劇中主角大紅大紫，經常在雜誌封面上出現。而劇中主角所穿服飾，亦成為潮流的指標。
此劇的背景音樂也備受注意。創作者刻意找來一些名不經傳的音樂組合於劇中演出，為他們提供曝光機會，至今已為這些組合推出了六張雜錦專輯。
到現時為止，此劇已於超過五十個國家轉播。不同地方的播放此劇或會出現不同的名稱，例如法國把本劇名改為《紐波特灘》（Newport BEACH）；而丹麥的播放則改名為《奥兰治县》（Orange County），亦即 O.C. 的全稱；希臘的名稱是《加州少男少女》（California Teens），但一些國家或地區則按原名推出，例如在香港仍稱《The O.C.》。

## 故事簡述
圍繞著兩個在南加州橙縣紐波特灘(Newport Beach)的上流家庭的故事，由一個年少犯事的窮小子歐華恩（Ryan Atwood）開始講述。華恩本家在加州奇諾鎮（Chino），因為父親和哥哥坐牢而且被母亲離棄，輾轉下得他的義務辯護律師高誠（Sandy Cohen）收留，到奥兰治县居住。
在橙縣地產鉅子李奇立（Caleb Nichol）之女高姬絲（Kirsten Cohen，高誠之妻）照顧下，華恩生活無憂，且與高家獨子高申（Seth Cohen）結成好友，又和鄰家漂亮女孩顧瑪莎（Marissa Cooper）墮入愛河，聯同顧瑪莎好友兼高申女朋友莎瑪·羅伯茨（Summer Roberts）組成四人組。
和其他青少年節目不同，此劇主要討論因富有而帶來的各種問題，如婚姻、家庭、酗酒、濫用藥物等。
此劇被定為肥皂劇，在於演員往往借劇中對白自嘲，如 班傑明·麥肯錫（飾歐華恩）樣貌經常被指與荷李活演員羅素·高爾相似、演員經常取笑 彼得·蓋勒（飾高誠）的一雙粗眉，及美莎·芭頓（飾顧瑪莎）的體重。這些都是劇迷一直談論的。
在第二季第七集《糾纏不清的關係》（The Family Ties）中，當高申發現他前一晚在魚餌店醉酒嘔吐後，問華恩：「我那刻像在《鬼眼》裏的小女孩抑或是《巨蟒》裏的胖子？」，因為「《鬼眼》裏的小女孩」正是由美莎·芭頓所飾演。
劇中，更有同此劇故事內容十分相似的虛構肥皂劇——《谷中情》（The Valley）。
此外，在第一季第廿二集《羅省奇遇》（The L.A.）中，華恩對演員的真實年齡提出意見：「以他們的年紀，怎可能扮演高中生？」高申便回答：「因為這是好萊塢嘛！」當中同劇的大部份「高中生」實際上都年過廿五了。還有，他們經常用自己的性格來開玩笑，例如在第二季第二集《桃花依舊》（The Way We Were）中，華恩便利用「我需用沉思一刻」來避過高申的嘮嘮叨叨。

## 主要角色

### 核心四人組 (Core Four)
- 班傑明·麥肯錫(Benjamin McKenzie) 飾演萊恩·艾德伍(Ryan Atwood)，由美國加州奇諾鎮搬至居於橙縣的高家，曾與顧瑪莎藕斷絲連地約會。

從華恩踏入紐波特灘那一刻開始，他就感覺到自己與富裕的上層社會存在著種種的矛盾。在故事的開始，他的出現威脅著紐波特灘居民的安全和他們悠閑的生活方式，因為這位問題少年不願意遵守各種條條框框的行為準則……
- 亞當·布羅迪(Adam Brody) 飾演塞斯·科恩(Seth Cohen)，科恩家獨子，酷愛漫畫，熟悉流行文化，自小迷戀莎瑪·羅伯茨，經常妙語連珠，但也不時鬧出笑話。塞斯不善交際，有時愛玩笑地把自己表現得無所不曉。他是科恩家的獨子，從小不愁吃不愁穿，上名校，擁有自己的帆船，常去歐洲旅行。從外人看來，他擁有了一切，但他卻總是感覺到除了這些東西以外， 還有某些東西是他一直渴望而不曾擁有的......
- 瑞秋·比爾森(Rachel Bilson)飾演莎瑪·羅伯茨(Summer Roberts)，樂尼爾之女、瑪莎·庫柏好友、塞斯·科恩女友。莎瑪是瑪莎最要好的朋友，是紐波特灘的派对女孩。她总是充满了自信，非常的淘气、顽皮，总是能清晰地表达自己的想法，总是能获得自己想要的东西，从不后悔。她成长于金钱与美貌主宰一切的环境里。塞斯从小暗恋她，因为他看到了她深藏于亮丽外表下的可爱和开朗......
- 米莎·巴頓(Mischa Barton) 飾演瑪莎·庫柏(Marissa Cooper)，吉米·庫柏（Jimmy Cooper）和茱莉·庫柏的大女儿。瑪莎一直住在科恩家隔壁。她什么都不缺，有一大帮的朋友、一个优秀的男朋友和一个完美的家庭，可是这些都是表象，从她遇见華恩那一天开始，她原有的生活慢慢地发生着巨大的变化......典型問題少女，包括酗酒、家庭、感情、性傾向問題。

### 科恩家 (Cohen Family)
- 彼得·蓋勒格 (Peter Gallagher) 飾演桑迪·科恩(Sandy Cohen)，現職為法援律師，曾任為紐波特集團行政總裁，於故事開首收留華恩。
- 凱莉·羅文 (Kelly Rowan) 飾演基爾斯騰·科恩(Kirsten Cohen)，桑迪妻、塞斯母、地產鉅子凱萊布·尼科爾之女，前任紐波特集團財政總裁，曾有酗酒問題。
- 艾倫·戴爾(Alan Dale) 飾演 凱萊布·尼科爾(Caleb Nichol)，基爾斯騰之父、茱莉·庫柏丈夫。為人高傲，對窮人（尤其是萊恩）非常無禮。在第一季不時出現，及後在第二季成為主要角色，且是第一名被安排在劇中死亡的主要人物，後來發現他死前已經宣佈破產，間接令茱莉·庫柏失去所有。
- 琳達·拉雲 (Linda Lavin) 飾演蘇菲·科恩 (Sophie Cohen)，桑迪母親，在紐約市當社工，為人非常痛恨有錢人家，曾患肺癌。

### 庫柏家 (Cooper Family)
- 美蓮達·奇勒 (Melinda Clarke) 飾演茱莉·庫柏(Julie Cooper)，瑪莎之母，前夫為投資經紀顧占美，在得悉顧占美將各客人的投資偷龍轉鳳後跟他離婚，改嫁凱萊布·尼科爾。凱萊布死後，茱莉與莎瑪父Neil Roberts交往，兩人及後訂婚。
- 薇拉·荷蘭(Willa Holland) 飾演凱特琳·庫柏(Kaitlin Cooper)，瑪莎妹妹，性格像媽媽顧茱莉。第三季末她決定離開寄宿學校，搬回紐波特灘與母同住。
- 泰特·多诺万(Tate Donovan) 飾演吉米·庫柏(Jimmy Cooper)，瑪莎及凱特琳之父、茱莉前夫，在第一季、第二季第一集至第七集被列為主要角色，之後離開奥兰治县前往毛伊島。第二季末回來出席凱萊布·尼科爾葬禮，但第三季初因財政出現問題（及被襲擊）而再次離開，在希臘群島穿梭。

### 艾德伍家 (Atwood Family)
- 達芙妮·雅瑞布魯克 (Daphne Ashbrook) 飾演 黛恩·艾德伍(Dawn Atwood)，華恩和特雷之母，在第一季裡有酗酒問題。在她知道她的問題嚴重時，她就把華恩交給科恩家撫養。
- 布拉德利·史崔克 (Bradley Stryker)和洛根·馬素爾·格林 (Logan Marshall-Green) 飾演 特雷·艾德伍(Trey Atwood)

特雷和凱特琳兩個角色都曾經由不同的演員飾演過。布拉德利·史崔克在第一季飾演特雷，洛根·馬素爾·格林從第三季開始飾演特雷。

## 其他主要角色
- 克里斯·卡馬克 (Chris Carmack) 飾演盧克·華德(Luke Ward)，瑪莎前男友，與華恩不打不相識。

在第一季第二集至第廿四集都被列為主要角色，之後離開紐波特灘，與父遷至波特蘭居住。

## 轉播國家
| - 阿根廷: Warner Channel/Channel 11 - 奧地利: ORF1（逢星期六） - 澳洲: Network 10（Tuesdays）及 Arena（逢星期四） - 智利 : Warner Channel - 比利時: Kanaal 2 - 巴西: Warner Channel 及 SBT - 加拿大: CTV/Se'ries+ - 克羅地亞: HRT（逢星期日） - 丹麥: Kanal 4 - 芬蘭: MTV3（逢星期二） - 法國: France 2 及 TF6 - 德國: Pro 7（逢星期日） - 希臘: Star Channel（逢周末） - 香港: 明珠台（逢星期三） - 冰島: Skja'r Einn - 印度: Zee Cafe（逢星期五） | - 以色列: Yes - 愛爾蘭: TG4 - 意大利: Italia 1 及 Mediaset Premium - 日本: Super!drama TV - 墨西哥: Warner Channel（逢星期三） - 新西蘭: TV 2（逢星期六） - 挪威: TV 3（逢星期四） - 秘魯: Warner Channel - 波蘭: TVN（逢星期一及五） - 葡萄牙: RTP 1 及 FOX - 斯洛伐克: TV Markiza（逢星期日） - 南非: Go（逢星期四） - 西班牙: TVE 2 - 瑞典: Kanal 5（逢星期三） - 土耳其: CNBC-e（逢星期四） - 英國: Channel 4（逢星期一至五）及 E4（間中） |

## 附文
1. ↑  Cynthia Littleton, "Fox living high life with 'Seth and Summer'," Hollywood Reporter, 28 August 2003, 6-7.

## 外部連結
- 官方網站 （页面存档备份，存于）
- 香港無線電視oc官方網站 第1季 （页面存档备份，存于） 第2季 （页面存档备份，存于） 第3季 （页面存档备份，存于）